# 시와치역
시와치역(일본어: 志和地駅)은 일본 히로시마현 미요시시에 위치한 서일본 여객철도 게이비 선의 철도역이다. 섬식 승강장 1면 2선의 구조를 갖춘 지상역이다.

## 타는 곳
| 역사 측 | ■ 게이비 선 | 상행 | 미요시 · 빈고쇼바라 방면 |
| 반대 측 | ■ 게이비 선 | 하행 | 시와구치 · 히로시마 방면 |

## 역 주변
- 국도 제54호선
- 고노 강

## 역사
- 1915년
  - 4월 28일 : 게이비 철도 개업과 동시에 이 노선의 종착역으로서 설치.
  - 6월 1일 : 게이비 철도가 이 역으로부터 미요시 역 (현 · 니시미요시 역)까지 노선 연장, 도중역이 된다.
- 1937년 7월 1일 : 게이비 철도 매수에 의해 국유화, 일본국유철도 게이비 선의 역이 된다.
- 1983년 3월 8일 : 무인역화.
- 1987년 4월 1일 : 일본국유철도 분할 민영화에 의해, 서일본 여객철도가 승계.
- 2009년 : 간이위탁 해제.

## 인접 역
| 서일본 여객철도 게이비 선 | 서일본 여객철도 게이비 선 | 서일본 여객철도 게이비 선  |
| ------------------------- | ------------------------- | -------------------------- |
| 니시미요시 니미 방면      | ■ 게이비 선               | 가미카와다치 히로시마 방면 |